# Let Z-37
Die Let Z-37 Čmelák (deutsch Hummel) ist ein tschechisches Mehrzweckflugzeug, das LET Anfang der 1960er Jahre als Agrarflugzeug entwarf. Es diente außerdem als Schleppflugzeug, aber auch als Trainer, Transport-, Luftbild-, Feuerlösch- und Beobachtungsflugzeug.

## Geschichte

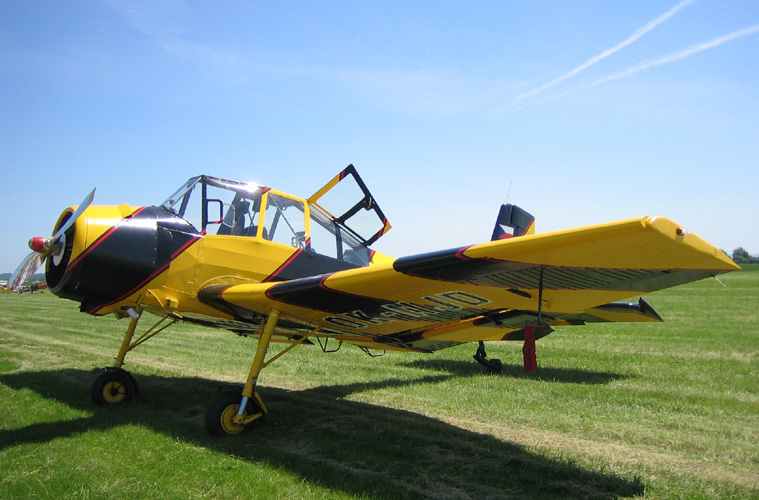
Eine zweisitzige Z-37-3

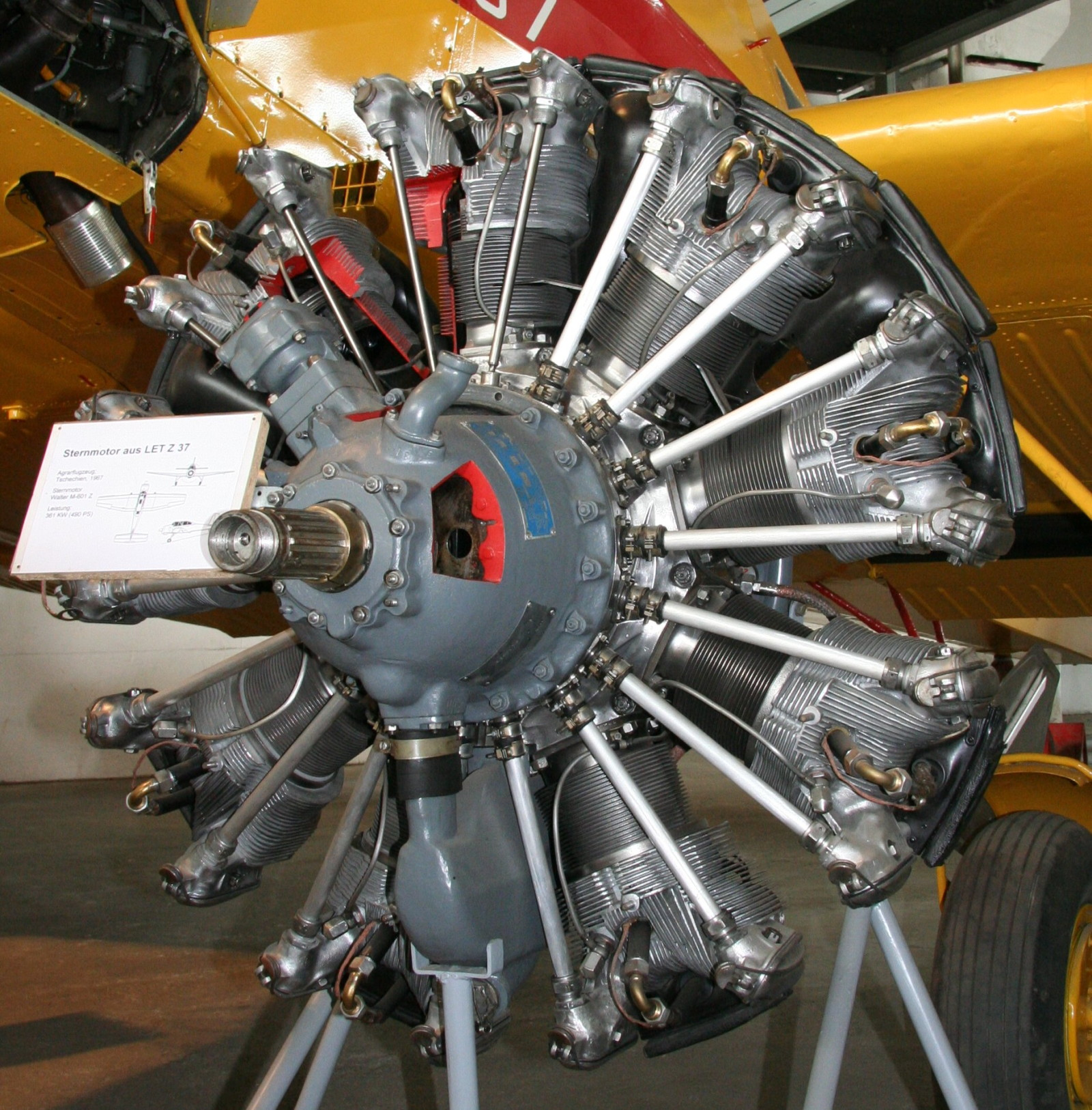
Sternmotor M-462 RF

In enger Zusammenarbeit mit Moravan begann LET 1961 mit der Entwicklung der Z-37 aufgrund der Auftragserteilung des RGW an die ČSSR für ein Agrarflugzeug. Für die Konstruktion zeichnete Miroslav Langr verantwortlich, die Gesamtleitung übernahm Ladislav Smrček. Es entstand ein Metall-Tiefdecker mit teilweiser Stoffbespannung, freitragenden Flügeln und einem Sternmotor Avia M-462RF mit 228 kW (310 PS). Am 29. Juni 1963 startete der Prototyp XZ-37 zu seinem Erstflug. Er wurde am 13. November gleichen Jahres anwesenden Vertretern der RGW-Mitgliedstaaten in Otrokovice erstmals präsentiert und vorgeflogen. Auf der Leipziger Frühjahrsmesse von 1965 gewann das Flugzeug die Goldmedaille. Die Serienversion Z-37A wurde von 1965 bis Ende der 1970er Jahre 631-mal gebaut, davon 27 Exemplare als zweisitziges Schulflugzeug mit der Bezeichnung Z-37A-2 Sparka. Die ersten Exemplare besaßen noch beidseitig hinter dem Führerraum dreieckige Fenster, die bei den späteren Baureihen durch Metallbleche ersetzt wurden.
Ausgerüstet mit Sprüh- und Schleuderradvorrichtungen für flüssige und pulverförmige Stoffe diente sie ab den 1960er Jahren in der Forst- und Landwirtschaft unter anderem ab 1967 in der DDR. Let exportierte die Z-37 auch nach Bulgarien, Finnland, Großbritannien, Indien, Irak, Jugoslawien, Polen, Ungarn und in die Mongolei.
Ab 1976 wurden Studien zu einer Version mit PTL-Triebwerk betrieben. Am 6. September 1981 flog erstmals ein Prototyp XZ-37T mit Propellerturbine (Walter M601B mit 515 kW/691 Wellen-PS). Die Produktion wurde ab 1983 bei Moravan unter der Bezeichnung Z-37T Agro-Turbo wieder aufgenommen. Diese Serienmodelle erhielten den Turbopropmotor Motorlet 601Z und wurden ab 1985 ausgeliefert. 42 Stück (andere Angaben: 60) wurden gebaut.
Ab 1981 wurden die Z-37T und Z-137T produziert, ebenfalls mit Turbopropmotoren mit 360 kW und 382 kW ausgestattet. Die Spannweite wurde auf 13,63 m vergrößert und Winglets wurden angebaut. Auf Anfrage der DDR wurde eine Militärversion unter der Bezeichnung Z-37TM (Turbo Military) entwickelt. Für den Transport von militärischer Ausrüstung wurde die Struktur verstärkt. Es wurden mehrere Verwendungszwecke erwogen, z. B. Kommunikation und Beobachtung, Foto- und Strahlungsaufklärung und Erdkampfflugzeug. Eine Maschine wurde entsprechend umgerüstet und 1985 im Flug erprobt. Da ein Auftrag letztlich nicht zustande kam, wurde die militärische Version nicht weiter verfolgt. Das umgerüstete Flugzeug steht heute im Luftfahrtmuseum Kunovice.
Heute existieren nur noch wenige flugbereite Maschinen der Z-37, sie befinden sich meist in privater Hand.
Die Ukraine rüstete mindestens eine Z-37T für Kampfeinsätze gegen die russischen Invasoren um. Das Flugzeug wird mit zwei R-73-Raketen, die vermutlich zur Bekämpfung von Drohnen eingesetzt werden sollen, bestückt.

## Konstruktion
Die Z-37 ist ein freitragender Tiefdecker in Ganzmetallbauweise mit einem Rumpfgerüst aus geschweißten Stahlrohren, das bis in Höhe der Kabine mit Blech beplankt und im hinteren Teil mit Stoff bespannt ist. Hinter dem Führersitz befindet sich im Schwerpunktbereich der Chemikalienbehälter in Doppelkegelform mit maximal 600 kg Fassungsvermögen; dahinter ist ein auf der Steuerbordseite zugänglicher Notsitzplatz eingelassen, der es ermöglicht, beim Wechsel auf einen anderen Agrarflugplatz einen zuständigen Mechaniker zu befördern. Er ist mit zwei, in früheren Serien einem Sichtfenster ausgestattet. Der Flugzeugführerraum ist hoch angesetzt und bietet eine gute Sicht. Er ist in das Rumpfgerüst integriert, welches bei einem etwaigen Überschlag als Überrollbügel dient. Zusätzlichen Schutz bietet der die Kopfhöhe des Piloten überragende Chemikalientank. Die Streu- oder Sprühausrüstung ist direkt unter dem Behälter montiert und kann im Notfall bei gleichzeitiger Komplettentleerung des Tanks vollständig abgeworfen werden.
Die Tragfläche der Z-37 ist dreiteilig mit strukturversteifenden Sicken ausgeführt und besteht aus dem geraden Mittelstück und den beiden leicht geknickten Außenflächen in Trapezform. Die Vorderkanten sind mit starren Vorflügeln ausgerüstet; zwischen den stoffbespannten Querrudern befinden sich an der hinteren Fläche pneumatisch ausfahrbare Fowler-Doppelspaltklappen. Das Leitwerk besteht bis auf die stoffbespannten Ruder aus Metall. Am Höhenruder befindet sich eine manuell zu betätigende Trimmklappe, durch die das bei Entleerung des Chemikalientanks sich verlagernde Gewicht ausgeglichen werden kann.
Die Z-37 ist mit einem starren Heckradfahrwerk ausgerüstet und besitzt eine Spurbreite von 3,30 m. Die Flugzeuge der späteren Serie wurden an den Hauptfahrwerksrädern mit Partikelabweisern ausgestattet, da sich herausstellte, dass die anfänglich genutzten M-63-Streuanlagen die Korrosion am Fahrwerk begünstigten. Bei der nachfolgend verwendeten, tiefer angesetzten Anlage M-72 traten diese Probleme nicht mehr auf.

## Technische Daten

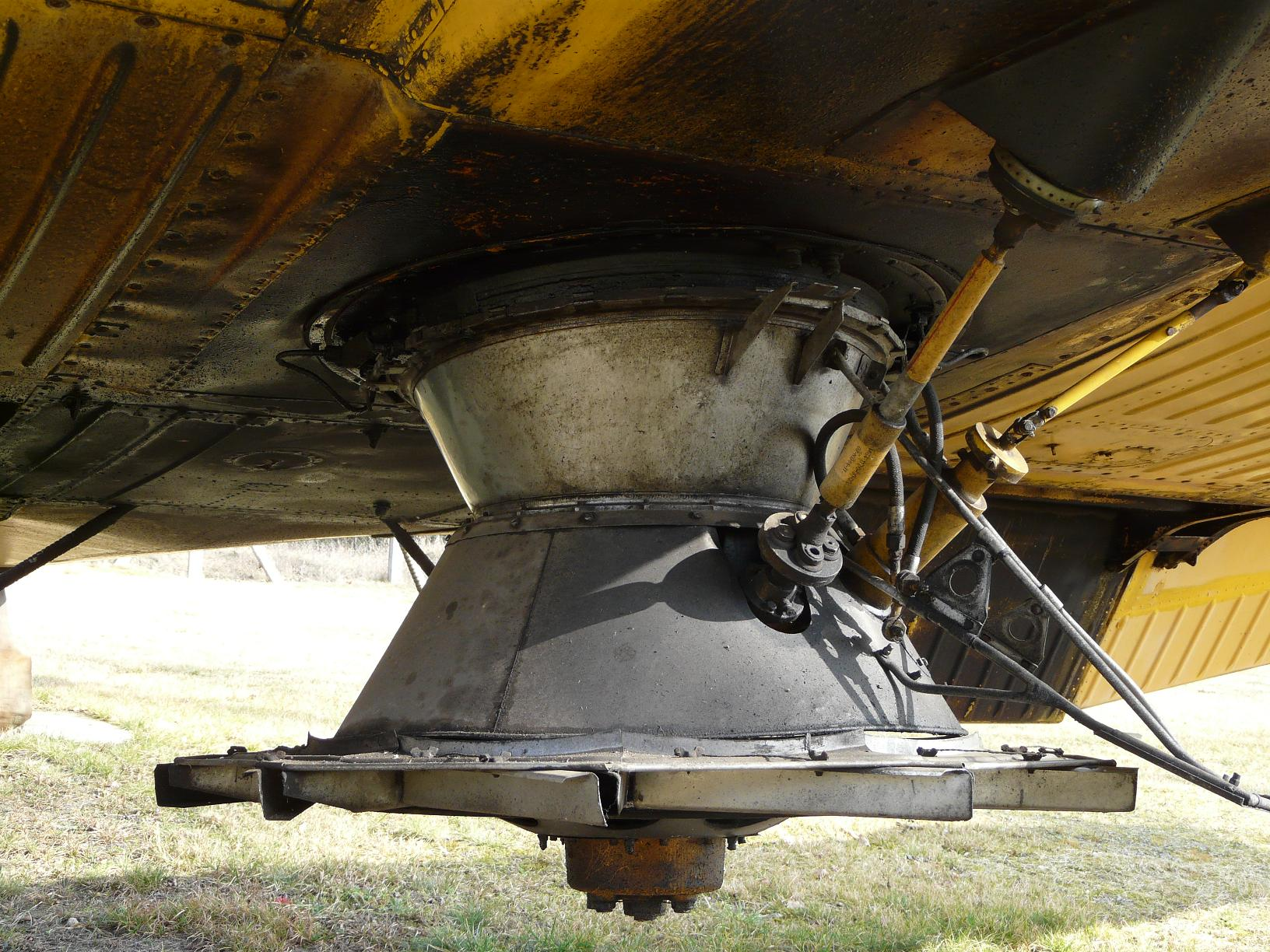
Z-37A mit Schleuderrad-Streuanlage M-72 für die Ausbringung pulverförmiger Düngemittel

Dreiseitenriss

| Kenngrößen                                 | Let Z-37A | Moravan Z-37T         |
| ------------------------------------------ | --- | --------------------- |
| Baujahr(e)                                 | ab 1963 | ab 1981               |
| Hersteller                                 | LET | Moravan               |
| Besatzung                                  | 1 | 1                     |
| Spannweite                                 | 12,22 m | 13,63 m               |
| Länge                                      | 8,55 m | 10,46 m               |
| Höhe                                       | 2,89 m | k. A.                 |
| Flügelfläche                               | 23,80 m² | 26,69 m²              |
| Flügelstreckung                            | 6,27 | 6,96                  |
| Flächenbelastung                           | 77,7 kg/m² | 77,7 kg/m²            |
| Leistungsbelastung                         | 6,00–9,4 kg/PS | k. A.                 |
| Leermasse                                  | 970 kg | 830 kg                |
| Zuladung                                   | 600 kg Chemikalien | k. A.                 |
| Startmasse                                 | maximal 1850 kg | 2200 kg               |
| Antrieb                                    | ein Neunzylinder-Sternmotor Avia/Walter M-462RF mit Zweiblatt-Verstellluftschraube V-520 (ø 2,70 m)                        | ein PTL Walter M-601B |
| Leistung                                   | 228 kW (310 PS) bei 2450/min Startleistung 206 kW (280 PS) Nennleistung 143,5 kW (195 PS) Reiseleistung                    | 535 kW (727 PS)       |
| Kraftstoffvorrat                           | normal 125 l intern (linker Flügelbehälter) maximal 250 l intern (beide Flügelbehälter) maximal 510 l (mit Außenbehältern) | k. A.                 |
| Höchstgeschwindigkeit                      | 200 km/h | k. A.                 |
| Reisegeschwindigkeit                       | 165–185 km/h | 140–160 km/h          |
| Arbeitsgeschwindigkeit                     | 120 km/h | k. A.                 |
| Minimalgeschwindigkeit bei Klappenstellung | 76 km/h bei 50° 77 km/h bei 15° 80 km/h bei 5°                                                                             | k. A.                 |
| Steiggeschwindigkeit                       | 4,7 m/s ohne Ausrüstung | k. A.                 |
| Dienstgipfelhöhe                           | 4050 m | k. A.                 |
| Reichweite                                 | normal 550 km maximal 650 km                                                                                               | k. A.                 |

## Trivia
Am 25. August 1973 nutzte eine Familie aus der DDR eine Hummel erfolgreich zur Flucht in den Westen. Insgesamt wurden zwischen 1973 und 1987 sieben Z-37A erfolgreich für „Republikfluchten“ genutzt.
Eine über Jahrzehnte am Besuchersteg des Flughafens Wien ausgestellte Z-37 wurde im Jahr 2018 als Lehrlingsprojekt des Technik-Centers der MA48 (Straßenreinigung, Müllabfuhr und Fuhrpark) in nicht flugfähigem Zustand restauriert und wird seither bei diversen Veranstaltungen öffentlich ausgestellt.

## Dokumentarfilm
- 1978: Hummelflug (DEFA-Dokumentarfilm, Regie: Winfried Junge)[9]